# كورنيليا فيليبس سبنسر
كورنيليا فيليبس سبنسر (بالإنجليزية: Cornelia Phillips Spencer)‏ هي مؤرخة وصحفية وكاتِبة وشاعرة أمريكية، ولدت في 20 مارس 1825، وتوفيت في 11 مارس 1908.